# Српско војно гробље у Добровенима
Српско војно гробље у Добровенима налази се подно планине Ниџе, јужно уз Црну Реку, 35 km од Битоља, на путу ка Кајмакчалану. Гробље се налази код сеоске цркве. Ту поћивају српски војници из Првог светског рата (Солунски фронт). Гробље се налази у два одвојена дела, поред цивилног гробља.

## Бомбардовање поштара Моравске дивизије
Посебан спомен-камен, који се налази у једном од два војна гробља, подигнут је и за поштаре Моравске дивизије, које је 29. новембра 1916. бомбардовала немачка авијација.
- Спомен погинулим поштарима Моравске дивизије
- Улаз на један од два српска војна гробља

## Друга српска војна гробља
Поред Добровена у суседним селима налазе се остала српска војна гобља; у селу Бач, селу Скочивир, селу Груниште и веће гробље у Битољу.